# Varazes Gregório

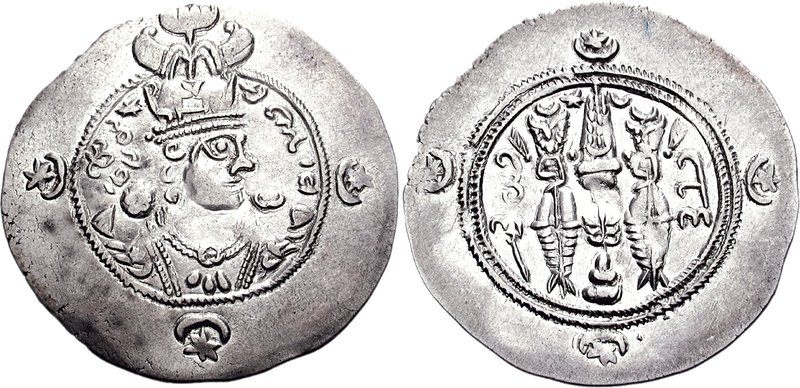
Dracma de r.

Varazes Gregório (em armênio: Վարազ Գրիգոր; romaniz.: Varaz Grigor) foi um príncipe da Albânia da dinastia mirrânida que governou de 628 até sua morte em 642.

## Nome
Varazes é a forma latina do armênio Varaz (Վարազ), que derivou do persa médio e parta Varaz (Warāz), que por sua vez derivou do avéstico Varaza (Warāza, "javali selvagem"). Foi registrado em grego como Barazes (Βαράζης, Barázēs), Uarazes (Ουαράζης, Ouarázēs) e Guraz (Γουραζ, Gouraz).

## Vida
Varazes Gregório era neto de Vardanes, o Bravo e pai de Varazes-Perozes, Javanxir, Cosroes e Varasmanes. Desde data incerta professava o zoroastrismo e era governador de Gardamana. Em 628, torna-se cristão e aceita o nome Gregório. Nesse ponto, foi feito "príncipe da Albânia" pelo católico Viro e envia seu filho Juvanxir para representá-lo em Ctesifonte na corte do xá Isdigerdes III (r. 632–651) quando ordenou que os Estados vassalos enviassem tropas para combater os árabes muçulmanos.
Em 642, com o colapso do Império Sassânida após as primeiras vitórias muçulmanas, tropas persas tentaram fortalecer sua posição nos territórios setentrionais, incluindo a Albânia, e o país foi invadido. Varaz Gregório, mulher e filhos, exceto Juvanxir e Varaz Peroz que continuaram a resistir aos invasores, foram feitos prisioneiros e a capital Partava foi tomada. A resistência de Juvanxir foi um sucesso e ele garante sua sucessão no trono albanês.